# Anna Carina
Anna Carina Copello Hora, mais conhecida como Anna Carina, (Lima, 14 de Agosto de 1981), é uma atriz, cantora e apresentadora peruana.

## Biografia

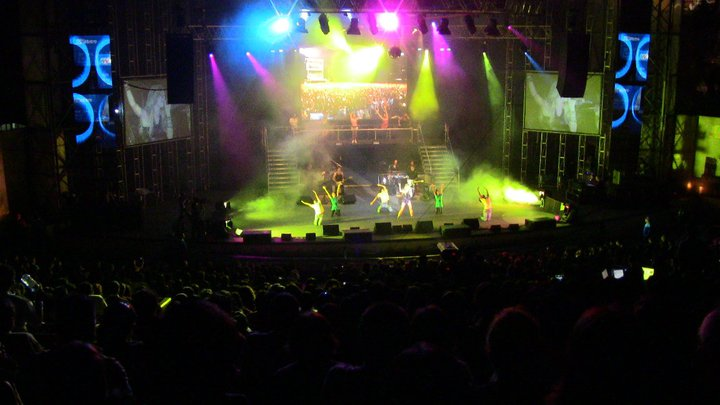
Anna Carina, cantando Dime se esto es amor

Ela estudou no colégio Villa Maria College e, em seguida, estudou Propaganda na Universidade Peruana de Ciências Aplicadas. Ela é irmã da animadora infantil Maria Pia Copello
Anna Carina participou da Nubeluz durante 5 anos, e colaborou com diferentes composições em campanhas de solidariedade realizadas no Peru. Em seguida, representou Peru no Festival de Viña del Mar e do Festival OTI da Canção, resultando em ambas as finais. Em 2002, Anna Carina lançou seu primeiro álbum solo, que foi intitulado Algo Personal, um álbum de 14 composições.
O disco foi de curta duração e Anna Carina ficou ausente nos palcos por vários anos, durante este período dedicou-se a escrever canções para o programa infantil Maria Pia e Timóteo.
Em 2003, Anna Carina começou a trabalhar no conceito do segundo disco. Paralelamente surgiu a oportunidade de ser VJ no canal de música TV OK, uma experiência que lhe permitiu conhecer novidades músicais.
Anna Carina lançou em 2005, o disco espiral, que contém 10 músicas, apenas dois lados, ao contrário do anterior e apenas pop e temas de rock.
Em 2009 participou do reality show de dança El show de los sueños: amigos del alma, ganhando o primeiro lugar. Qualificado para a temporada final do seriado Reyes del show, que ficou em segundo lugar.
Em janeiro de 2010 apresentou Voces Asia los 80's com outros artistas.
Em 14 julho de 2010 Anna Carina lançou AnnaCarinaPop seu novo álbum com o nome eo título dominou pop com algumas fusões de ritmos diferentes inspirados por 80. O álbum foi lançado em 15 de junho de 2010, o primeiro single é o tema "Cielo Sin Luz" também marco anunciou o segundo single do álbum que é intitulado "Ya Fue Demasiado." Então, no final de 2010 lançou seu terceiro single "Dime Si Esto Es Amor" tornou-se rapidamente um sucesso, pertencente à trilha sonora da novela Mi corazon insiste de Telemundo. Em novembro de 2010 participou do programa infantil ¡Grántico, pálmani, zum! Como parte do vigésimo aniversário de Nubeluz.
Em 03 de dezembro de 2011 ela foi convidada para cantar no Teleton Equador e 31 de marco de 2012 foi apresentado no Festival de Ancon Tribute. Também lançou seu quarto single, intitulado "Me Cansé" e um álbum de Natal com a colaboração do cantor peruano Diego Dibós.
Em 2012, assumiu a co-liderança do programa Desafío sin fronteras.

## Discografia
Álbuns de estúdio
- 2002 - Algo personal
- 2005 - Espiral
- 2010 - AnnaCarinaPop
- 2011 - Anna Carina y Diego Dibos cantan por navidad

Outros Singles
- 2011 - Ya fue Demasiado (Remix)
- 2012 - Aqui com Leslie Shaw e Sandra Muente

Temas de telenovelas
- 2011 - Mas alla de ti - Corazon de fuego
- 2011 - Dime si esto es amor - Mi corazón insiste... en Lola Volcán

## Turnês
- 2011 - Anna Carina y Diego Dibos cantan por navidad - Peru

## Filmografia
| Filmografia                   | Filmografia                              | Filmografia           |
| Ano                           | Filmes                                   | Personagem            |
| ----------------------------- | ---------------------------------------- | --------------------- |
| 2011                          | Mi Corazón Insiste… en Lola Volcán       | Participação Especial |
| 2009                          | TL-2: La felicidad es una leyenda urbana | Participação Especial |
| 2006                          | Mondo psycho                             | Jezebel               |
| 2005                          | Kidon                                    | Carla                 |
| 2004                          | Los inquilinos del infierno              | Participação Especial |
| 2004                          | TL-1 Mi reino por un platillo volador    | Participação Especial |
| 2002                          | Iván y Eva                               | Participação Especial |
| Apresentadora e Reality Shows |                                          |                       |
| Ano                           | Título                                   | Personagem            |
| 2012                          | Desafío sin fronteras                    | Co-presentadora       |
| 2011                          | 'Habacilar: Canta si puedes              | Jurado                |
| 2010                          | Vidas extremas                           | Famosa                |
| 2009                          | El show de los sueños: reyes del show    | Concorrente           |
| 2009                          | El show de los sueños: amigos del alma   | Concorrente           |
| 1991 - 1996                   | Nubeluz                                  | Dicolina/Cíndela      |